# 이키메촌
이키메촌(生目村)은 미야자키현 미야자키군에 일찍이 존재했던 촌이다. 현재의 미야자키시 이키메 지역자치구에 해당한다.